# María José Santiago
María José Santiago Medina (Jerez de la Frontera, 16 de noviembre de 1962), también conocida como La Santiago, es una cantante española de flamenco, copla andaluza, balada y fusión.
La voz de María José Santiago se moldeó en el flamenco, aunque luego fue acercándose con creciente asiduidad a un género, el de la copla o canción española, con el que consiguió sus mayores éxitos, como el que obtuvo en el concurso televisivo nacional Gente Joven de Televisión Española (TVE) en 1981, ganando el primer premio y comenzando así su carrera artística de manera profesional. La Santiago es también reconocida en el mundo de la zambomba flamenca, alcanzando publicar varios discos de villancicos, destacando algunos de sus villancicos como "Carita Divina" o "En nochebuena vente pa' Jerez", además de realizar giras anuales por Navidad paseando la tradicional Zambomba de Jerez por los teatros e iglesias de toda España. Posee tres premios de carácter nacional de cante flamenco.

## Carrera artística

### Infancia
Nació en Jerez de la Frontera. Hija del cantaor gitano Diego Santiago Vargas y María de las Nieves Medina Celi, desde su infancia admiraba a artistas como Fernando Terremoto, La Paquera de Jerez o La Perla de Cádiz, participando tempranamente en varios concursos de cante flamenco y ganando varios certámenes de saetas, bulerías, serranas y peteneras. A sus nueve años de edad ganó el primer premio de saetas en Radio Onda Jerez y a sus quince años ya era reconocida entre las peñas flamencas de Jerez. A pesar de las reticencias de su padre, que no quería que su hija se dedicara a la música, continuó con su vocación.

### Concurso Gente Joven 1981
Fecha importante para Santiago es 1981, año en el que gana el concurso Gente Joven de Televisión Española (TVE) en la categoría de Copla, lo que impulsó a la artista a intensificar su trabajo en dicha disciplina.

### Primeros discos y reconocimientos
Tras su victoria en el concurso, colaboró en el disco “Tierra de Jerez” en 1982 con Lola Flores, La Paquera, José Mercé y La Macanita. En este disco incluiría el villancico "Su Carita Divina", compuesto por Antonio Gallardo para María José Santiago, que fue grabado junto al Coro de la Hermandad de la Hiniesta de Sevilla y fue estrenado en la Nochebuena de aquel año tras el mensaje de Navidad del Rey Juan Carlos I. Su éxito la llevó a actuar en reiteradas ocasiones para TVE. Este villancico será versionado por varios coros y artistas e incluso por ella misma, que años más tarde lo volvería a incluir en sus discos de villancicos y zambombas.
Su discografía fue creciendo entre flamenco, copla, boleros… A su primer álbum, "El silencio de tu voz" de 1982, pronto siguió “Quién me frena” en 1983 y “Tu locura” en 1986, álbum que sería un éxito en México, Miami y en el mercado de habla hispana de Estados Unidos. Ese mismo año recibió un reconocimiento de la Comunidad Económica Europea (CEE) de manos de la ministra de Cultura del Gobierno de Grecia, Melina Mercouri, como "Mejor Voz Femenina Española".
En 1987 publica dos discos, “Mi cante flamenco” y “De fiesta”, este último compuesto por Ignacio Román. Un año más tarde, en 1988, llegaría “Revuelo de canciones” y, en 1989, “Callejón del agua”.

De nuevo en Miami, en el año 1990, preside una gala benéfica para la lucha contra el cáncer en la que presenta su disco “Teatro”, cuya grabación se realizó en los estudios de Luis Cobos y la producción corrió a cargo de Pablo Herrero.

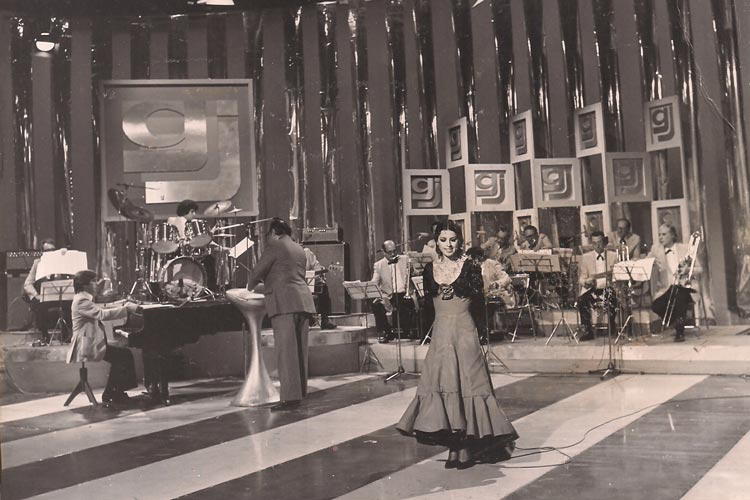
María José Santiago en Gente Joven (1981)

En 1994 salió al mercado “Candela”, que se colocó entre los primeros puestos de las listas de éxitos. Y en 1995, por primera vez en su carrera discográfica, lanza un disco completo de sevillanas: “Por Sevillanas” incluyó un tema dedicado a S.A.R. Dña. Elena de Borbón con motivo de su enlace matrimonial y un dúo con el torero Manuel Díaz “El Cordobés”.
En 1997, y también por primera vez, María José Santiago realiza la fusión entre el flamenco y el son cubano con su disco “Flamenco Son”, atreviéndose con temas de Camarón de la Isla. La grabación se realizó íntegramente en La Habana (Cuba) en los estudios Ojala de Silvio Rodríguez, con los arreglos del cubano Adalberto Álvarez y la dirección de Ricardo Pachón en la producción.

### Presentadora en Canal Sur Televisión
En 1999 María José Santiago mostraba una nueva faceta, la de presentadora de televisión, apareciendo en doce programas del Musical "Ría Pitá" de Canal Sur Televisión y compartiendo pantalla con Tate Montoya. El día 15 de octubre de ese mismo año, fue protagonista junto a Carmen Sevilla de la inauguración de los Juegos Paralímpicos de Sevilla, que se celebró en el Estadio Olímpico de la ciudad. En ese mismo año además, La Casa de Andalucía en Teruel, la nombró "Andaluza del 1999" por su trayectoria, habiendo recibido este galardón anteriormente artistas como José Antonio Campuzano o Rafael Alberti.
Obtuvo dos nominaciones en la cuarta edición de los Premios de la Música con su trabajo discográfico “Yo!” de 1999, la de "mejor artista de canción española" y la de "mejor álbum" (dicho álbum fue apadrinado por la Duquesa de Alba). En el año 2000 volvió a aparecer como presentadora en una nueva edición de “Riá Pitá”. 

### Actividad desde 2001
A comienzos del año 2001 realizó una gira por varios países hispanoamericanos, enlazándose con su gira por España, que finalizaría con tres conciertos en Quito (Ecuador).
En 2002 veía el estreno de su nuevo trabajo discográfico “A mi manera”, producido por Tate Montoya y grabado entre Lisboa y Sevilla, contando con colaboraciones como la de Diego Carrasco o la de Marco Paolo con quien María José interpretaría a dúo un tema dedicado a la artista portuguesa Amalia; también colaboraron los guitarristas Manolo Franco, Enrique de Melchor, Fernando Moreno, José Antonio Rodríguez y "Moraíto" Chico. En este disco interpreta temas como “Nostalgia” o “Si tú eres mi hombre”, entre otros. 
En 2003 fusiona el flamenco con villancicos en el disco “Villancicos de Jerez a Belén”, producido por Diego Magallanes y presentado en Sevilla el día 4 de diciembre, el cual en una semana apareció en la lista de ventas de Afyves (Superventas) como uno de los discos más vendidos, ascendiendo puestos rápidamente y quedando a las puertas del Disco de Oro por la limitación de ventas navideñas.
“Al compás del tiempo” de finales de 2004, es un trabajo síntesis de la copla, el bolero, la balada y el flamenco. En este disco se desmarca de los estilos clásicos, sumergiéndose en la fusión flamenca del momento, con interpretaciones que abarcan desde unas alegrías, bulerías o tangos hasta versiones de clásicos, pasando por “Ana María” a ritmo de reguetón. A destacar en este disco las colaboraciones de Moncho en la versión del clásico “Abrázame” o los coros del grupo Jarcha en “Fragilidad". Tal repertorio dio lugar a un espectáculo que, con el mismo título, se estrenó en el Teatro Villamarta de Jerez, secundada por un equipo artístico y técnico, el cual fue reforzado con nuevos elementos de teatro-danza para su debut en Madrid a finales de febrero de 2006.
En 2007 grabó el álbum “Imagínate”. Tras su preestreno en el Real Teatro de Las Cortes de La Isla de San Fernando, llegó el debut oficial en el Teatro Lope de Vega de Sevilla en mayo. Vendría después el Ciclo Flamenco de Jerez en las Bodegas de González Byass, el Palau de la Música de Barcelona, el Auditorio Municipal de Málaga, de Benalmádena y El Ejido, y el Teatro Villamarta de Jerez.
Los años 2008 y 2009 fueron de gira por España y México, pero tras regresar de América, tuvo que apartarse de los escenarios a causa de un accidente de tráfico retornando su actividad en octubre de 2010, con el estreno de un nuevo espectáculo de copla y flamenco llamado “Con sabor a Paquera” que giraría por España y Marruecos durante 2011. Pero antes, en la Navidad de 2010 estrena CD y con él, un nuevo espectáculo, “Zambomba Flamenca”, que paseó por el Teatro de Huelva, Almonte, Los Palacios, Echegaray de Málaga y culminando en la Catedral de Sevilla con la colaboración de la Escolanía de los Palacios, la Peña del Garbanzo de Jerez, Arcángel y Esperanza Fernández. Este broche final fue recogido en un DVD, grabado en directo. 

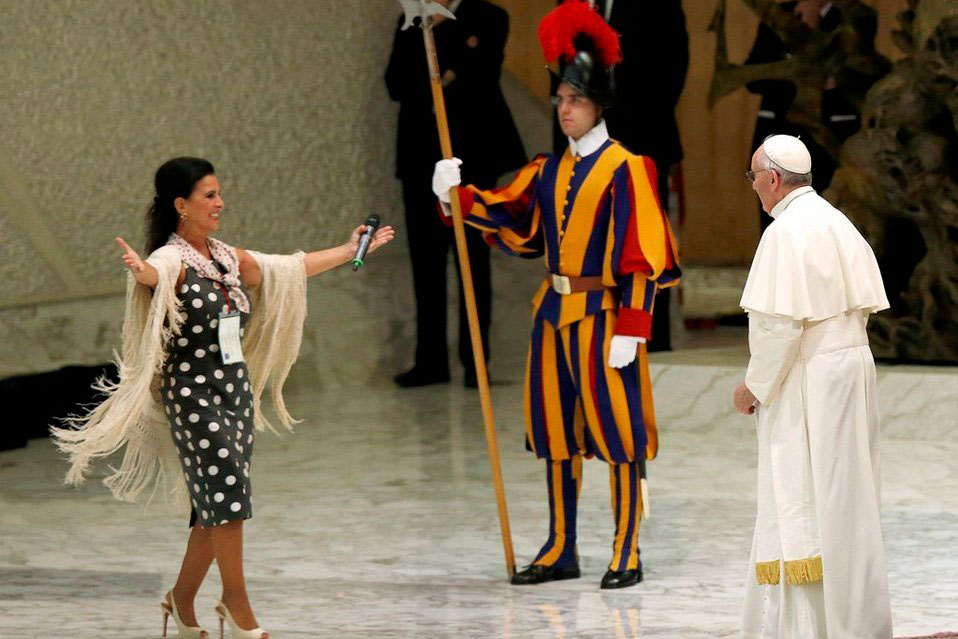
María José Santiago ante el Papa Francisco

En 2014 presenta un nuevo disco en homenaje a Marifé de Triana: “Marifé por bulerías”, donde recoge las coplas más destacadas de la artista, pero cantándolas por bulerías, al estilo jerezano.
El 26 de octubre de 2015 vive un importante momento para ella, la Conferencia Episcopal Española selecciona a María José Santiago para cantar ante 5000 gitanos de todo el mundo y ante el Papa Francisco en la Sala de Audiencias del Vaticano, en un evento internacional para representar al pueblo gitano español. Rindió homenaje a Ceferino Giménez Malla, "El Pelé", cantando un tema dedicado al beato e interpretando el villancico flamenco “Su Carita Divina”, acompañada por el guitarrista Paco Cepero. 
En 2018 presenta otro trabajo discográfico relacionado con el mundo del villancico, “Navidad flamenca de Oriente a Jerez”, realizado de la mano de Fundación Cajasol, quien contó con la jerezana para su Volumen XXXV de "Así canta nuestra tierra en Navidad".
Su proyecto discográfico más reciente es "40 María José Santiago", publicado el 15 de marzo de 2022, con el que celebra el cuadragésimo aniversario del lanzamiento de su primer disco "El silencio de tu voz". El nuevo disco, arreglado por el compositor sevillano Manuel Marvizón, cuenta con colaboraciones de Miguel Poveda, Pitingo y Bertín Osborne, además de recuperar grandes éxitos como "Tu Locura" e incorporando novedades como "Al amor no le conviene", tema con el que ha grabado un videoclip.

### Actualidad
En la actualidad, trabaja en su nuevo disco "40 María José Santiago", publicado en 2022, además de hacer giras y conciertos anualmente, sobre todo en Navidad, llevando la Zambomba de Jerez por toda España acompañada por un amplio elenco de artistas naturales de los barrios más flamencos de Jerez, como son Santiago y San Miguel. En enero de 2021 publicó su nueva página web "www.mariajosesantiago.com".

## Premios
Ha recibido diversos galardones nacionales e internacionales a lo largo de su carrera artística, en la cual lleva más de cuarenta años, y destacan:
- Primer Premio de Saetas (1971). En Radio Onda Jerez, con tal sólo 9 años.
- Primer Premio de cante por Bulerías (1973). En el Teatro Villamarta de Jerez, su ciudad natal, con 11 años.
- Primer Premio "Gente Joven" de Televisión Española (1981)[3]
- Mejor Voz Femenina Española (1986). Reconocimiento de la Comunidad Económica Europea (CEE) que recibió en Grecia de manos de la entonces Ministra de Cultura.
- Andaluza del Año (1999). Reconocimiento de La Casa de Andalucía en Teruel por su trayectoria artística.
- Artista más completa de España (2010)[4]
- Medalla de la Ciudad de Sevilla (2018)[5]
- Premio Novia del Sol a la Cultura (2022). Recibido en la II Gala de la Hispanidad de la Ciudad de Algeciras.
- Premio Toda Una Vida (2022). Homenaje por su 40 aniversario y compromiso social en los XIX Premios Solidarios del Festival de las Naciones de la Ciudad de Sevilla.

## Discografía
La discografía de María José Santiago suma más de 20 trabajos que tocan todos los palos del flamenco pero también copla, baladas, rancheras, saetas, sevillanas, villancicos y fusiones con otros ritmos como el son cubano. Discos en solitario:
- El silencio de tu voz (1982)
- Quién me frena (1983)
- Tu locura (1986)
- Mi cante flamenco (1987)
- De fiesta (1987)
- Revuelo de canciones (1988)
- Callejón del agua (1989)
- Teatro (1990)
- Candela (1994)
- Por sevillanas (1995)
- El mar que nos une (1997)
- Flamenco son (1997)
- Yo! (1999)
- A mi manera (2002)[6]

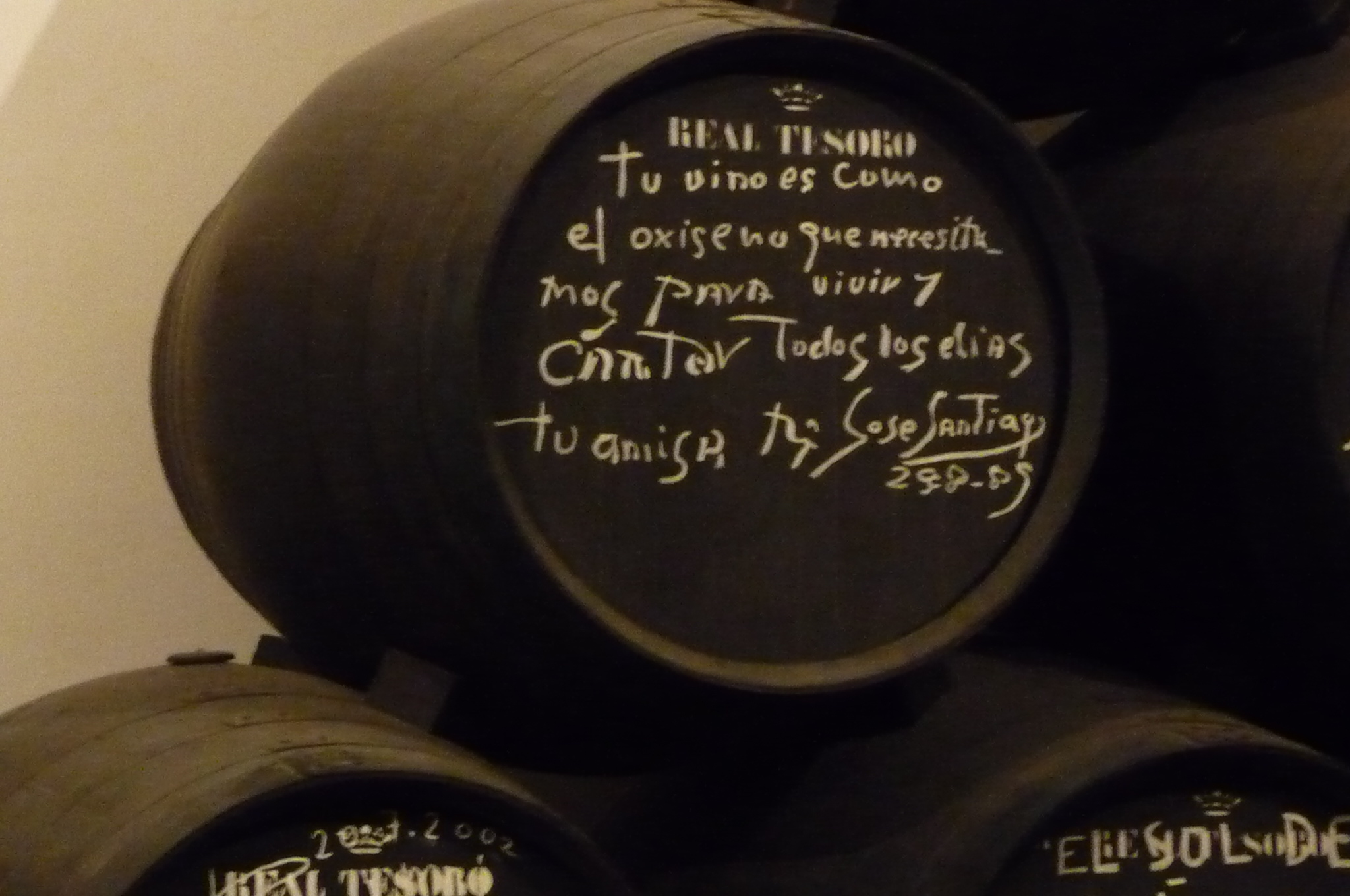
Bota firmada por María José, conservada en las Bodegas González Byass de Jerez.

- Villancicos de Jerez a Belén (2003)[7]
- Al compás del tiempo (2004)
- Imagínate (2007)[8]
- Zambomba Flamenca (2010)
- Recordando a Marifé por bulerías (2014)
- Navidad Flamenca de Oriente a Jerez (2018)
- 40 María José Santiago (2022)

## Colaboraciones
En estudio:
- Tierra de Jerez (1982)

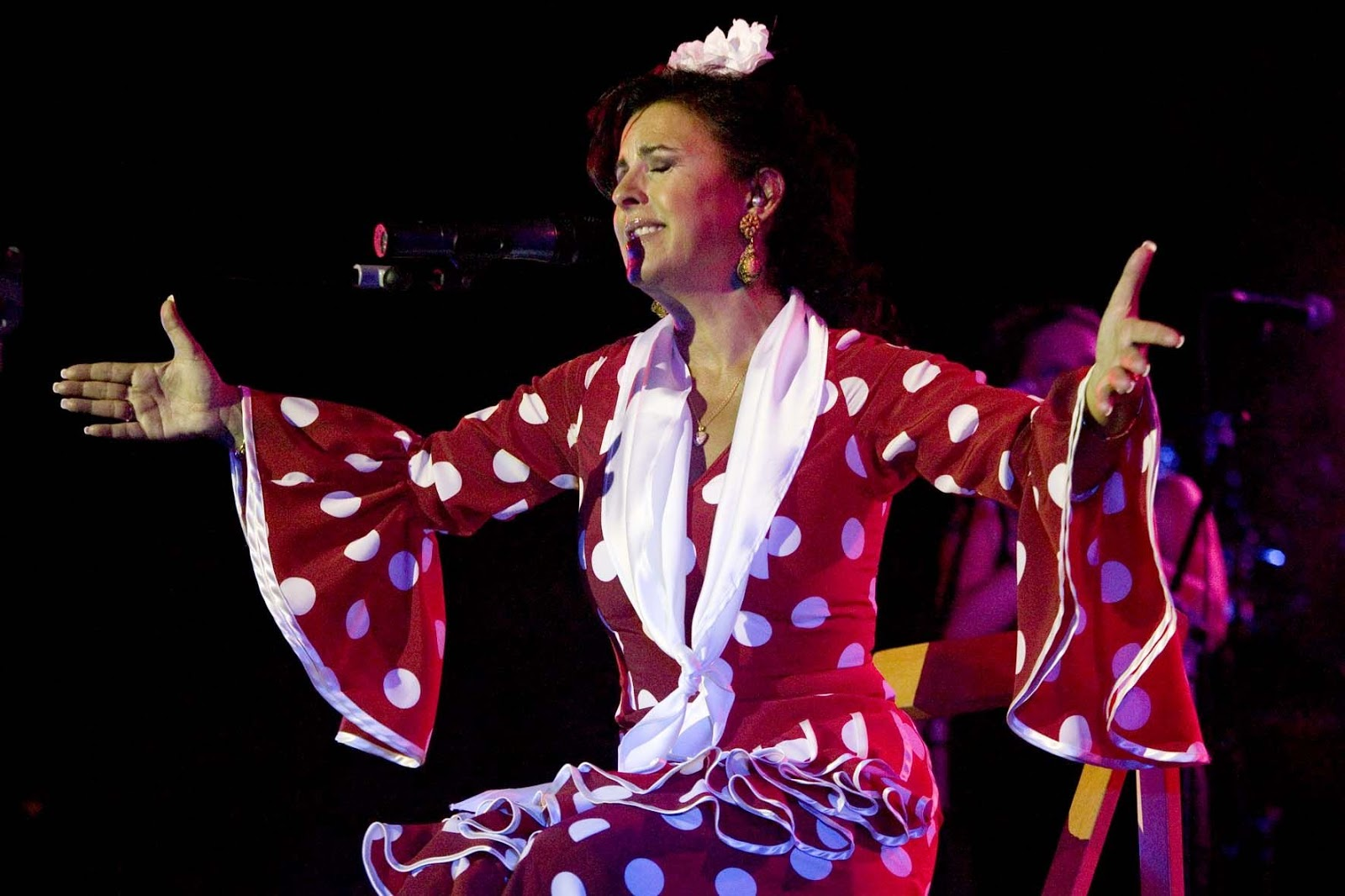
La Santiago en concierto

- Jerez canta a Manuel Alejandro (1995)
- Homenaje a Sevilla (1996)
- Los 100 mayores éxitos de la copla (1998)
- Canciones de Navidad (1993)
- Villancicos (1994)
- El Disco de Oro de la Canción Española (1999)
- Crónicas de la copla, Ignacio Román (2003)
- Río de Sevillanas, Los del Río (2003)
- Reinas de la Canción Española (2007)
- Romero quédate, Homenaje Romero San Juan (2007)
- Luz de Mar, Juan Luis Ross (2013)
- Los caminos del Rocío (2013)
- Semana Santa: La Pasión en Saetas (2015)
- Himno Oficial del Carnaval de Málaga (2016)
- Jerez canta a Caballero Bonald (2016)

En directo:
- Gala de Andalucía 28-F, Día de Andalucía (2005)
- Homenaje a La Paquera (2010)[9]
- Velá Flamenca "Las Nieves" de Arcos de la Frontera (2010)
- Concierto "Entre Amigos" del cantante mexicano Santaella (2012)
- Interpretación de la Saeta en la Gala "El Llamador" de Canal Sur Televisión junto con la Banda Sinfónica Municipal de Sevilla (2012)
- Presentación del espectáculo "Cantinero" de Arturo Pareja Obregón en Ronda (2013)
- Final del XII Concurso de Copla de la Villa de Trebujena (2015)
- Canta ante el Papa Francisco en el Vaticano durante uno de los actos conmemorativos del 50.º Aniversario del encuentro del pontífice Pablo VI con los gitanos del campo de Pomezia (2015)[10]
- Festival Tamawayt con Samira Kadiri en Marruecos (2016)
- Beatificación Emilia Fernández "La Canastera" en el Auditorio de Roquetas de Mar (2017)
- IV Festival de Copla de El Palo (2018)
- Espectáculo "Suspiros de España" en la Feria de Málaga (2019)[11]
- VI Bienal Flamenco de Málaga (2019)
- Festival de Flamenco "Castillo del Cante" de Ojén (2021)[12]
- Pregón Semana Santa de Nerja (2022)
- Homenaje en Osuna (2023)

En radio y televisión:
María José Santiago hace diversas colaboraciones en programas de radio y televisión de Andalucía, destacando sus apariciones en los programas "Lo Flamenco", "Nochebuena Andaluza" o en los dedicados a la Copla.
Cabe destacar su aparición en Gente maravillosa de Canal Sur en diciembre de 2018, donde se le realizó una cámara oculta en directo con su reacción ante una humillación que le hacían unos actores a un indigente, el cual fue ayudado por María José, quien expulsó a los jóvenes del lugar e invitó al mendigo a pasar la Nochebuena en su casa. Esta amable reacción de la cantante se hizo viral, teniendo millones de visualizaciones en redes sociales.